# 沖野城
沖野城（おきのじょう）は、宮城県仙台市（陸奥国名取郡）若林区沖野7丁目にあった中世の日本の城。不明の点が多いが、16世紀末に廃止された。東西約400メートル、南北約300メートルの範囲で、二重の土塁と二重の水濠を巡らせていた。

## 立地・構造・遺物
城跡は仙台平野を流れる広瀬川の後背湿地にある。現在の地理では、仙台の中心部（仙台駅）から南東に9.5キロメートル、広瀬川から北東に3キロメートルで、霞の目飛行場の南に接する。
現地には「館」「館西」「館南」の地名がある。江戸時代に作られた『仙台領古城書上』に、4方100間とあり、20世紀半ばまでの集落全体に相当するところが城の範囲ではないかと思われる。東西約400メートル、南北約300メートルである。
1970年前後の『仙台領内古城・館』によれば、北西部に土塁と溝の跡が断続的に残り、土塁跡は北西端で二重になっていた。残存土塁の高さは内側で最大約5メートル、外側で最大1.5メートル。二重土塁の間の濠は約10メートルあった。以前は外側土塁の外にも濠があったと伝えられていた。
このうち北辺のものは1985年（昭和60年）の調査時点でも土塁状の高まりと堀跡らしきくぼみとして残っていたが、西よりのほうは崩されてしまった。この発掘調査では、北西端に平行して走る溝2本が見つかり、内側と思われる溝については直角で交わる北西端も判明した。発掘調査されたのは内側の溝の西辺の2箇所だけで、上端幅5.9から8.0メートルで、下端幅1.4から1.6メートル、深さ1.9から2.3メートルで、壁の傾きは約45度あった。地表に残る土塁とくぼみの延長は、この北西端につながるようである。遺物としては、1985年の調査で中世の陶器の小破片2つが見つかった。

## 歴史
城郭内部の調査がないので、創建の時期は不明である。『仙台領内古城・館』は、粟野大膳の出城とする。粟野大膳は戦国末期に伊達政宗に従って名取郡北部を支配した国人領主である。天正18年（1590年）に粟野氏が領地替えになったとき、廃城になったと考えられる。近世には沖野館という集落があった。
1970年前後に紫桃正隆が仙台領の城館調査の一環として実地検分し、土塁と溝の跡を確認した。1985年（昭和60年）に城の北西部を宅地にすることになって、仙台市教育委員会が調査を実施し、土塁と堀の跡を発掘した。。その後1992年（平成4年）の調査のほか、2013年（平成25年）までに16次にわたる調査が行われ、方形に居館を囲うと推定される堀遺構を検出している。

## 発掘調査歴
- 1985年（昭和60年）8月19日-28日:本調査。
- 1992年（平成4年）7月1日-8日:本調査。
- 2013年（平成25年）5月9日-16日:第15次本調査。
- 2013年（平成25年）8月21日-9月6日:第16次本調査。